# Vila Marim (Mesão Frio)
Vila Marim es una freguesia portuguesa del concelho de Mesão Frio, con 7,16 km² de superficie y 1.475 habitantes (2001). Su densidad de población es de 206,0 hab/km².